# Château de Versainville

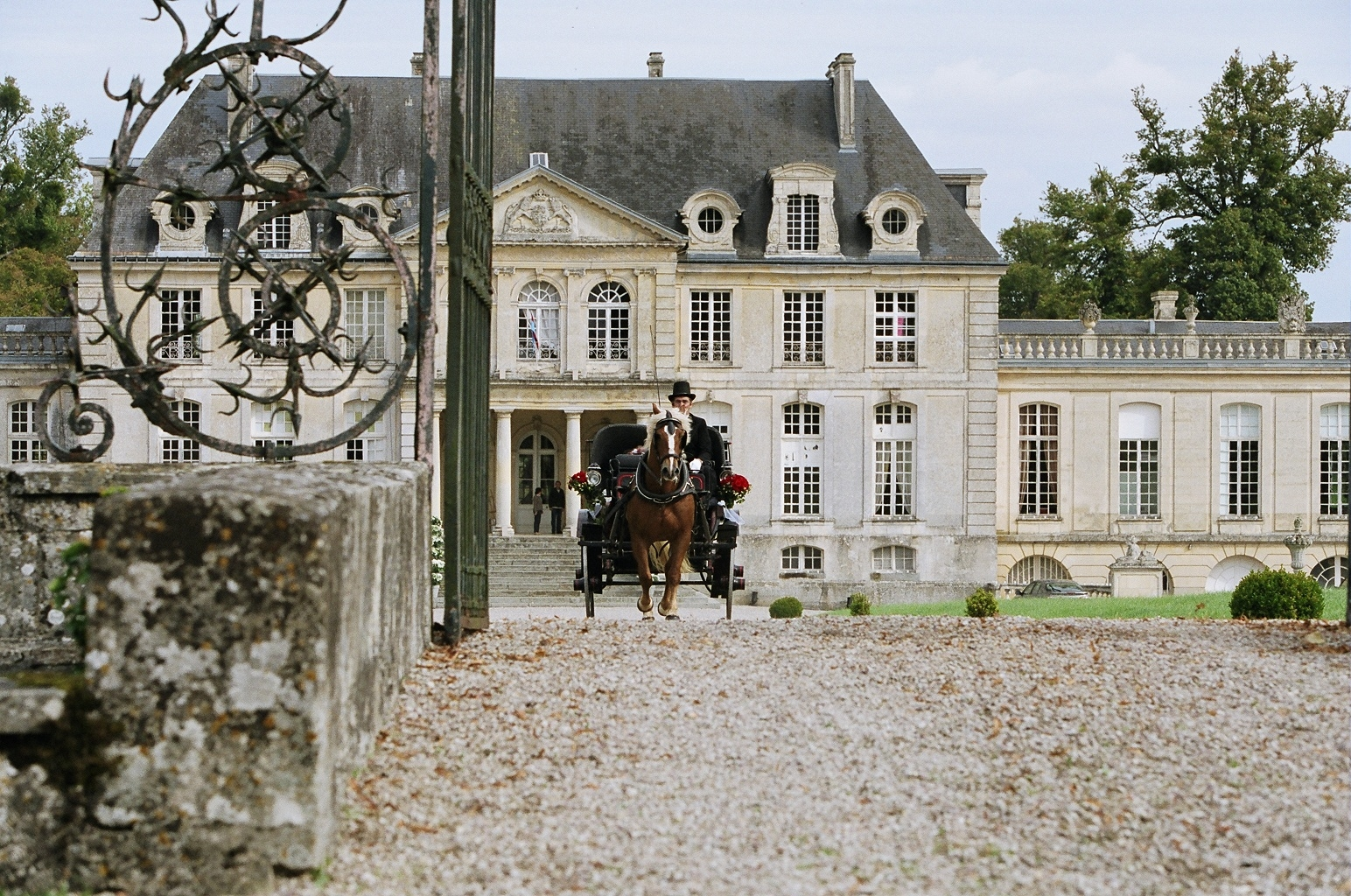

O Château de Versainville é um palácio da França que se situa na comuna de Versainville, departamento dos Calvados (Baixa-Normandia), nas proximidades de Falaise, a uma trintena de quilómetros de Caen.
O castelo eleva-se no meio dum parque com árvores seculares. Entra-se no cour d’honneur por uma grade que data [da época] de Luís XIV. Um grande corps de logis está ligado a uma galeria, que termina à esquerda um pavilhão (H. Soulange-Bodin, Les châteaux de Normandie).

## História
A construção do Château de Versainville foi decidida por François-Joseph de Marguerit no século XVIII. A presença da sua família na Normandia remonta à implantação local, no início do século XVI, dum antigo companheiro de expedição de Cristóvão Colombo. Os primeiros Marguerit construiram um castelo em Versainville, erigido em senhorio. Entre os antepassados de François-Joseph figuram vários conselheiros no Parlamento de Rouen e, ele próprio, foi Presidente do Tribunal de Contas, Ajudas e Finanças da Normandia, 1711.
Em 1715, decidiram a construção do palácio actual. Os trabalhos estavam largamente avançados quando, viajando pela região, o rei Luís XV marcou uma curta etapa em Versainville. As obras acabaram passado algum tempo, tendo-se François-Joseph de Marguerit instalado na sua nova residência em 1730, juntamente com a sua esposa, Marie-Thérèse de Chaumont, filha de Antoine-Martin Chaumont de La Galaizière, Marquês de la Galaizière. Em 1731, os senhorios de Maizières, Guibray e Versainville foram elevados a marquesado por cartas patentes pelo rei Luís XV.
É com o casamento da neta de François-Joseph que a família Odoard du Hazey chega a Versainville. O Conde Odoard du Hazey, coronel dos exércitos reais, pertence a uma família com raízes na Normandia, nomeadamente, com vários conselheiros no Parlamento da Normandia no século XVI. Ele próprio foi conselheiro geral do Eure. O seu neto, François-Gaston, Conde Odoard du Hazey (1833-1921), antigo capitão de cavalaria, adquire por substituição o título de Marquês de Versainville. Com a sua esposa, nascida Grandin de l’Eprevier, procedeu a importantes obras de renovação e modernização do palácio. No exterior, frente ao edifício, foram empreendidos grandes trabalhos de terraplanagem que conduziram ao aspecto actual do cour d'honneur. Foi nesta época que se decidiu a construção da ala sul.
Em 1888, Gildippe de Versainville-Odoard, herdeira designado, casou em Versainville com o Conde Pierre de La Rochefoucauld, Duque de La Roche-Guyon, membro da Casa de La Rochefoucauld. Foi o terceiro filho deste casal, o Conde Bernard de La Rochefoucauld, nascido em 1901, quem herdou o palácio aquando da morte da sua avó materna, em 1936.
Em 1947, o palácio foi verndido à sociedade Ford para ali ser feita uma colónia de férias para os filhos do pessoal. Deste modo, o edifício acolheu numerosas crianças até final da década de 1990. 
Em 2002, o grupo PSA Peugeot Citroën, então proprietária do palácio, revendeu-o a Jacques de La Rochefoucauld, irmão mais novo de Bernard.